# Rbatina
Rbatina är en ås i Montenegro. Den ligger i den norra delen av landet, 80 km norr om huvudstaden Podgorica.